# Заједничко родитељство
Заједничко родитељство се односи на модел сарадње у родитељству над децом по разводу у коме оба родитеља имају право и обавезу да буду укључени у подизање детета. Термин је синоним за заједничко физичко старатељство, које различита судства дефинишу различито. Заједничко родитељство се базира на идеји да родитељске обавезе треба да буду подељене између оба родитеља.
То је законски механизам примењен при разводу, за разлику од брака заједничког зарађивања / заједничког родитељства (Shared Earning/Shared Parenting Marriage) у коме се партнери од самог почетка (пре зачећа детета) договоре да ће да деле одговорност зарађивања новца, бриге око деце и кућних послова, као и провођење слободног времена у готово једнаком односу у сва ова четири домена.
Заједничко родитељство се назива и "балансирано" или "равноправно родитељство" и постаје посебно уобичајено у нордијским земљама, као што је Шведска.